# Nea Roumata
Nea Roumata è il sito archeologico di un'antica tomba minoica situata nei pressi del villaggio di Nea Roumata a Chania, unità regionale di Creta.
Si tratta di una piccola e precoce tomba a tholos dell'età antico minoica I. Un solo corpo e due vasi sono stati rinveniti durante gli scavi archeologici. La tomba è simile a tombe contemporanee delle Cicladi. 